# 名島水上飛行場
名島水上飛行場（なじますいじょうひこうじょう）は、福岡県糟屋郡多々良村名島の多々良川河口付近（現在の福岡市東区名島1-1）にあった水上機専用の水上飛行場。

## 概要

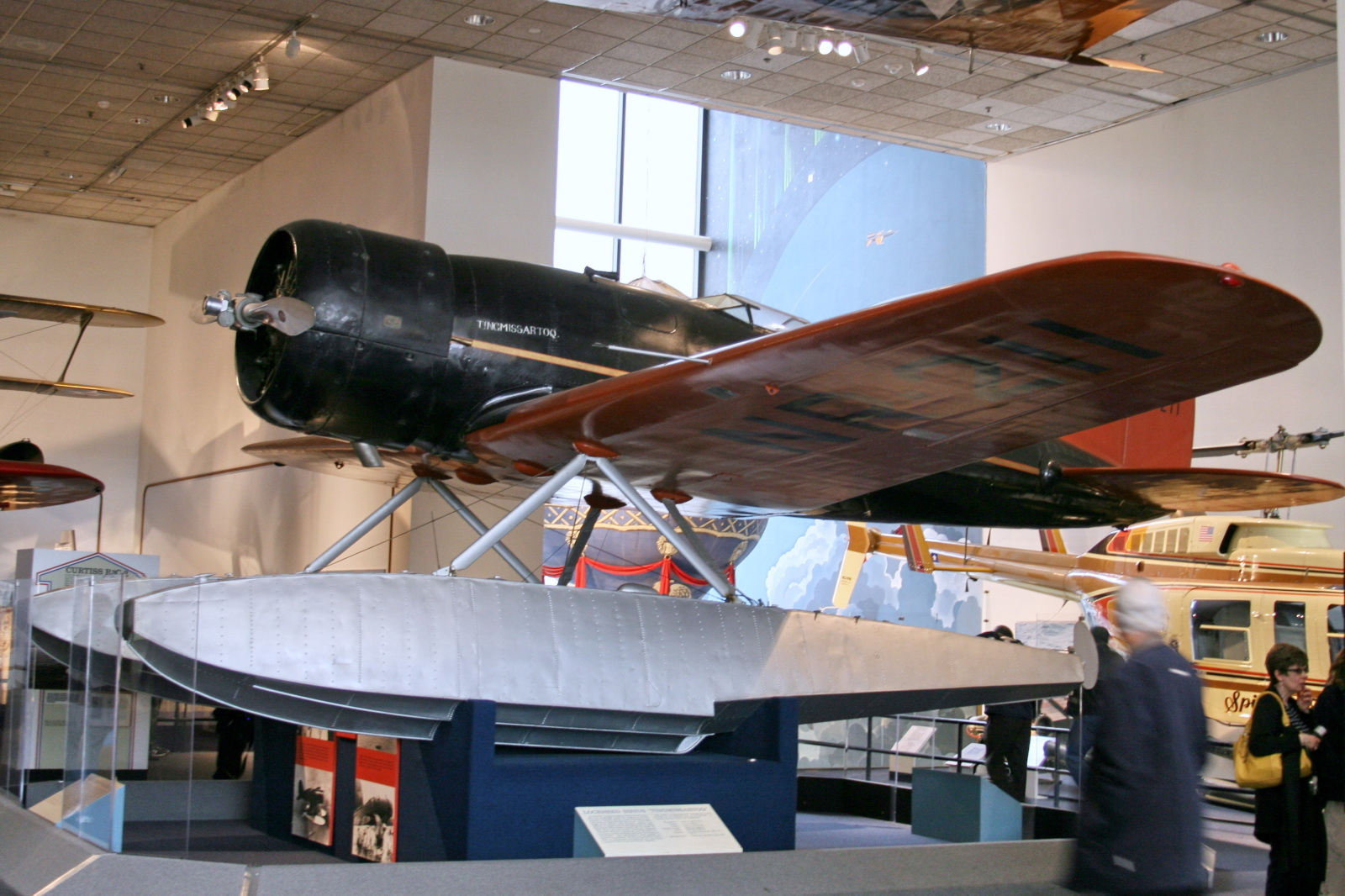
リンドバーグ夫妻が来訪時に搭乗していたシリウス号

逓信省航空局により1930年（昭和5年）3月に設置された。名島水上飛行場は通称名であり、正式名称は「福岡飛行場（水上機専用）」である。陸地7500坪、格納庫900坪、簡易修理設備、燃料類、電信・電話、無線電信を常備。重量10トンまでの陸揚げ用クレーン2基を備えていた。福岡無線電信局 (呼出符号 JXF) を併設。日本航空輸送が大阪、中国、朝鮮、台湾方面への航空路を開設した。
1931年（昭和6年）9月17日には世界一周中のリンドバーグ夫妻を乗せたシリウス号が来訪した。
水上機専用のため使い勝手が悪く、1934年（昭和9年）に閉鎖された。格納庫2棟は1936年に開設された福岡第一飛行場に移設された。

## 現在
2021年現在、跡地は完全に埋め立てられ住宅地となり、記念碑(「名島水上飛行場跡の碑」福岡市東区名島1-1-24) のみが残る。資料記載の所在地は東経130度26分、北緯33度39分 実際の位置は東経130度25分29秒、北緯33度38分52秒付近。
2007年（平成19年）、名島校区自治協議会によって名島周辺の古い道路・史跡へ通じる道路の愛称が公募された。その結果、水上飛行場跡を囲む道路が「リンドバーグ通り」、名島橋東交差点から水上飛行場跡に至る道路が「飛行場通」と名付けられている。
- 名島水上飛行場跡の記念碑（2021年10月撮影）
- リンドバーグ通り（2021年10月撮影）